# أوجين فور
أوجين فور (بالفرنسية: Eugène Faure)‏ هو رسام فرنسي، ولد في 14 يوليو 1822 في سيسينت باريزيه ‏ في فرنسا، وتوفي في 24 ديسمبر 1878 في Bourg-Saint-Andéol ‏ في فرنسا.